# Саджаа – Хамрія (газопровід)
Саджаа – Хамрія (газопровід) – трубопровід, споруджений у Об’єднаних Арабських Еміратах для постачання природного газу із ГПЗ Саджаа до індустріальної зони Хамрія.
У першій половині 1980-х в еміраті Шарджа почалась розробка газоконденсатного родовища Саджаа, ресурс з якого подали не лише до міста Шарджа, але також до інших північних еміратів та емірату Дубай. Втім, вже за два десятки років на тлі зростаючого попиту можливостей Саджаа стало недостатньо, тому розробили план імпорту до Шарджі блакитного палива з Ірану по трубопроводу від родовища Салман. 
Отриманий після переробки на ГПЗ Саджаа паливний газ мали, зокрема, постачати до індустріальної зони Хамрія, де в 2007-му стала до ладу ТЕС Хамрія (і планувалось спорудження ще більш потужного об’єкту). Для цього в 2006-му проклали трубопровід довжиною 32 км та діаметром 1200 мм, який міг транспортувати 28 млн м3 на добу.
Також можливо відзначити, що поряд з індустріальною зоною Хамрія (проте вже на території сусіднього емірату Аджман) в середині 2000-х запланували спорудити ТЕС Аль-Завра. На ній первісно хотіли встановити шість турбін, проте у підсумку в 2008-му ввели лише дві.
Хоча всі необхідні інфраструктурні об’єкти були готові, але через суперечку щодо ціни іранського газу поставки станом на кінець 2010-х так і не розпочались. При цьому через дефіцит блакитного палива в Шарджі могла простоювати половина місцевих енергогенеруючих потужностей. Одним зі шляхів вирішення проблеми вбачають спорудження в порту Хамрія терміналу для імпорту зрідженого природного газу, від якого регазифікований продукт постачатимуть через реверсований трубопровід до газового хабу Саджаа, звідки він може подаватись до інших електростанцій Шарджі та за межі емірату.